# Broad Green vasútállomás
Broad Green vasútállomás Liverpool Broadgreen negyedében található, Angliában.
3 + 1⁄2 mérföldre (5,6 km) keletre található a Liverpool Lime állomástól. A Broadgreen kórház alig fél mérföldnyire van.
A világ legrégebbi utasállomása a Crown Street vasútállomás volt a liverpooli és a manchesteri vasútállomáson, amely 1830. szeptember 17-én nyílt meg. A vonal második állomása az eredeti Edge Hill vasútállomás volt, a harmadik a Broad Green állomás volt.
1836-ban a Crown Street állomást lebontották, és az Edge Hill leállt. Új Edge Hill állomás nyílt az eredeti állomástól északra, az Edge Hill csomópont területén. Így a Broad Green állomás a világ legrégebben használt vasútállomása. A jelenlegi állomásépületek már nem az eredetiek, 1972-ből származnak.
A jegypénztár az 1. platformon található, és mint a legtöbb Merseytravel állomás, a hét minden napján szolgálatot teljesítenek. A 2-es platformon várakozó található, és mindkét oldalon digitális kijelzők és ügyfélszolgálati pontok találhatók.
A Merseytravel 2019 áprilisában jelentette be, hogy sikeresen pályáztak az állomáson telepítendő mozgáskorlátozott felvonók finanszírozására a Közlekedési Minisztérium felé.A felvonókat várhatóan valamikor a következő öt évben építik fel.